# Jorge García Isaza
Jorge García Isaza (Manizales, 2 de julho de 1928 – Cali, 16 de agosto de 2016) foi um bispo católico romano colombiano.
Ordenado sacerdote em 1964.
Jorge García Isaza ingressou na Congregação Lazarista e foi ordenado sacerdote em 14 de fevereiro de 1954.
Em 5 de maio de 1989, o Papa João Paulo II o nomeou Prefeito Apostólico de Tierradentro. Com a elevação da Prefeitura Apostólica ao Vicariato Apostólico em 17 de fevereiro de 2000, foi nomeado seu primeiro Vigário Apostólico e Bispo Titular de Budua. Serviu como prefeito apostólico do Vicariato Apostólico de Tierradentro, Colômbia, de 2000 a 2003.O Bispo de Caldas, Germán Garcia Isaza CM, o consagrou em 26 de março do mesmo ano; Os co-consagradores foram Dom Beniamino Stella, Núncio Apostólico na Colômbia, e Iván Antonio Marín López, Arcebispo de Popayán. Em 25 de abril de 2003, o Papa João Paulo II aceitou sua aposentadoria.